# Sijtje van der Lende
Sijtje van der Lende zam. Tjepkema (ur. 31 stycznia 1950 w Sonnega) – holenderska łyżwiarka szybka.

## Kariera
Największy sukces w karierze Sijtje van der Lende osiągnęła w 1976 roku, kiedy zajęła czwarte miejsce podczas wielobojowych mistrzostw świata w Gjøvik. W poszczególnych biegach była tam piętnasta na 500 m, druga na 1500 m, siódma na 1000 m oraz czwarta na dystansie 3000 m. Była też między innymi szósta na rozgrywanych rok później sprinterskich mistrzostwach świata w Alkmaar, zajmując trzecie miejsce w pierwszym biegu na 1000 m. W 1976 roku wystartowała na igrzyskach olimpijskich w Innsbrucku, gdzie jej najlepszym wynikiem było dziewiąte miejsce na dystansie 3000 m. Na rozgrywanych cztery lata później w igrzyskach w Lake Placid, zajęła między innymi trzynaste miejsce na 1000 m i piętnaste na 1500 m. Wielokrotnie zdobywała medale mistrzostw Holandii, w tym złote w wieloboju w latach 1976, 1977 i 1979. W 1983 roku zakończyła karierę.